# Sean Phillips
Sean Phillips es un dibujante y entintador de cómics británico. Es especialmente conocido por sus trabajos en obras como Sleeper, WildC.A.T.s, Batman y Hellblazer, todas ellas publicadas por DC Comics.
La mayoría de los trabajos de Phillips en la industria británica todavía tienen que ser publicados en forma de libro, pero es sobre todo conocido por su trabajo como cocreador de Devlin Waugh para la Revista Juez Dredd y Straitgate en Crisis, ambos escritos por John Smith. Phillips también ilustró varios episodios de Juez Dredd en la revista 2000 AD.
Hoy en día se encarga de dibujar  Criminal, junto a Ed Brubaker.